# Юг штата Амапа (мезорегион)

Юг штата Амапа на карте.

Юг штата Амапа́ (порт. Mesorregião do Sul do Amapá) — административно-статистический мезорегион в Бразилии, входит в штат Амапа́. Население составляет 615 592 человека на 2010 год. Занимает площадь 85 170,624 км². Плотность населения — 7,23 чел./км².

## Демография
Согласно сведениям, собранным в ходе переписи 2010 г. Национальным институтом географии и статистики (IBGE), население мезорегиона составляет:
| Полное население                            | Полное население                            | Полное население                            | Полное население                            | 615 592 |
| ------------------------------------------- | ------------------------------------------- | ------------------------------------------- | ------------------------------------------- | ------- |
| в том числе:                                | Городское население                         | 564 521                                     | Процент городского населения, %             | 91,70   |
|                                             | Сельское население                          | 51 071                                      | Процент сельского населения, %              | 8,30    |
|                                             | Мужское население                           | 306 723                                     | Процент мужского населения, %               | 49,83   |
|                                             | Женское население                           | 308 869                                     | Процент женского населения, %               | 50,17   |
| Плотность населения, чел/км²                | Плотность населения, чел/км²                | Плотность населения, чел/км²                | Плотность населения, чел/км²                | 7,23    |
| Население мезорегиона в % к населению штата | Население мезорегиона в % к населению штата | Население мезорегиона в % к населению штата | Население мезорегиона в % к населению штата | 91,94   |

## Состав мезорегиона
В мезорегион входят следующие микрорегионы:
1. Макапа
2. Мазаган